# 董地苗族彝族乡 (纳雍县)
董地苗族彝族乡是中华人民共和国贵州省毕节市纳雍县下辖的一个民族乡。

## 行政区划
董地苗族彝族乡下辖以下村级行政区划单位：
街上村、尖山村、冷冲村、黎明村、联乡村、联益村、罗嘎村、乃扒村、蒲达村、青龙村、青山村、青文村、三家寨村、沙落村、石关村、小田坝村和以撒落村。